# Marca da Promessa
Marca da Promessa é o álbum de estreia da banda brasileira de música cristã contemporânea Trazendo a Arca, lançado em junho de 2007 de forma independente e o quinto trabalho de repertório inédito dos músicos, se considerados os trabalhos lançados pelo Toque no Altar.
Lançado em torno dos conflitos judiciais entre Trazendo a Arca e Ministério Apascentar, maior parte do álbum foi escrito quando os integrantes ainda faziam parte da igreja Ministério Apascentar de Nova Iguaçu e do grupo Toque no Altar, de onde saíram por não concordarem com decisões lucrativas de seu principal pastor, Marcus Gregório. O repertório, segundo o vocalista Luiz Arcanjo, foi baseado em um texto bíblico do livro de Sofonias e reuniu, além de canções inéditas, também regravações como "Na Corte do Egito" e "Sobre as Águas", composições autorais gravadas inicialmente por outros artistas.
Marca da Promessa foi um sucesso comercial e de crítica, sendo um dos álbuns da banda mais vendidos de toda a carreira e o disco evangélico de maior sucesso no Brasil em 2007. Vendeu mais de 150 mil cópias em 2 meses e, em um ano, vendeu 500 mil cópias. O álbum venceu em todas as categorias que concorria no prêmio Troféu Talento, incluindo a principal categoria, Música do Ano, com "Marca da Promessa". Com base no sucesso do álbum, a banda gravou o DVD Ao Vivo no Maracanãzinho em 2008.

## Antecedentes
"Nós recebemos propostas de todas as gravadoras que você possa imaginar e decidimos não fechar com nenhuma, porque não estou nisso por dinheiro."

—Davi Sacer, 2008.
Em 2006, o Toque no Altar se preparava para lançar o seu quarto álbum inédito, chamado Olha pra Mim. O repertório do disco concentrou canções que a banda tinha escrito desde 2003, pelo fato do repertório do álbum Deus de Promessas (2005) ter sido escrito em um processo criativo separado dos músicos Davi Sacer, Verônica Sacer e Ronald Fonseca. Por isso, a quantidade de músicas disponíveis para gravação foram várias, de forma que algumas faixas sobraram do álbum anterior. A banda liberou algumas delas para serem gravadas por outros artistas, como "Na Corte do Egito" e "Aos Teus Pés", gravadas por Fernanda Brum no álbum Profetizando às Nações (2006) e "Sobre as Águas", gravada por Soraya Moraes no álbum Promessa, de 2006.
Por isso, os integrantes da banda chegaram a tocar algumas canções que se tornariam o álbum Marca da Promessa em 2006 ainda no Ministério Apascentar de Nova Iguaçu, onde eram membros. Mas, em novembro de 2006, às vésperas do lançamento do DVD Deus de Promessas ao Vivo, o pastor Marcus Gregório optou criar uma gravadora. O objetivo ia além de distribuir os discos lançados pelo Toque no Altar, mas também lançar novos artistas e ter atividades plenas de gravadora. Segundo notas de imprensa, Luiz Arcanjo, André Mattos e Deco Rodrigues foram os primeiros a demonstrar insatisfação com a decisão por acreditarem que o objetivo do grupo não era ser um selo da indústria musical. A situação também envolveu Davi Sacer e Verônica Sacer. Segundo Verônica, foram mais de 80 dias tentando convencer o pastor Marcus Gregório a desistir da ideia, mas receberam recusa. O movimento dissidente, a princípio, reuniu também o produtor da banda Ronald Fonseca e o guitarrista Isaac Ramos, que tinha entrado há poucos meses no Toque no Altar em substituição do ex-guitarrista Marcell Compan.
A saída dos músicos gerou uma série de processos judicais. Os ex-integrantes tinham um contrato como músicos de tempo integral com a Toque no Altar Music que, originalmente, venceria apenas em abril de 2011. Os integrantes do Trazendo a Arca disseram que, a princípio, pensaram em se separarem completamente e seguirem projetos paralelos, mas optaram por se manter juntos. A banda começou a se apresentar em alguns locais como Trazendo a Arca, o que gerou acusações de quebra de contrato com a Toque no Altar Music e uma tentativa, pela justiça, de impedir que os músicos tocarem músicas que eram suas próprias composições. Além disso, a banda chegou a receber uma notificação extrajudicial durante um show em Campo Grande. A advogada da banda chegou a lançar uma nota pública afirmando que rádios evangélicas, gravadoras e contratantes de shows estavam sendo assediados com ameaças pela Toque no Altar Music.
Em resposta, Davi Sacer fez um comunicado anunciando publicamente o nome Trazendo a Arca, baseado em uma das canções do álbum Olha pra Mim. Com as tensões crescentes na divisão da banda, os integrantes do Trazendo a Arca entraram em disputa judicial pelo marca Toque no Altar. Em 2010, a justiça concedeu a marca Toque no Altar para Luiz Arcanjo e Davi Sacer, por serem compositores da música "Toque no Altar".
O processo judicial entre Trazendo a Arca e Ministério Apascentar foi uma das situações mais polêmicas do cenário evangélico daquele período, o que fez com que figuras públicas como Silas Malafaia criticassem publicamente os músicos, chamando-os de "mercenários", e também fazendo com que o Trazendo a Arca recebesse convites de várias gravadoras. Os músicos, no entanto, recusaram todas as propostas e decidiram seguir como artistas independentes.

## Composição e gravação
O repertório de Marca da Promessa, em grande parte, foi escrito quando os integrantes ainda eram do Toque no Altar. A ideia era reunir canções que sobraram do álbum Olha pra Mim. Marca da Promessa, então, era um disco com menos faixas. Segundo Luiz Arcanjo, em entrevista cedida ao Gospel Prime em maio de 2017, o projeto também incluiria a canção "Caminho de Milagres", gravada então recentemente pela cantora Aline Barros no álbum homônimo. A faixa acabou vazando na internet e a banda só a apresentaria em uma nova regravação para o álbum Pra Tocar no Manto (2009). No lançamento do disco, o cantor chegou a dizer que o repertório do álbum era sobre "mudança de sorte, baseado no texto bíblico de Sofonias, capítulo 3".
Em 2012, Deco Rodrigues disse que a proposta da banda era que Marca da Promessa fosse um álbum mais simples e direto em relação a Olha pra Mim, que foi o disco com mais arranjos de cordas e orquestra já lançados. O álbum teria, então, uma mixagem mais pop e maior ênfase nos vocais de apoio. Além das canções em comum, o álbum trouxe duas versões da música "Marca da Promessa". Em 2020, Davi Sacer e Luiz Arcanjo contaram, em uma live, o motivo. A "bônus-track", na verdade, foi a versão original da canção, que contou com os vocais de Luiz Arcanjo. Mas a banda também percebeu que a canção poderia ter uma versão lenta, que acabou se tornando a principal.

## Projeto gráfico
O encarte realizado por David Cerqueira traz por dentro imagens dos integrantes do grupo, com seus agradecimentos. Na frente, traz a logo do grupo no centro, e ao inferior o título do álbum. O fundo traz tons quentes. Entre os agradecimentos feitos pela banda, destacou-se os de Luiz Arcanjo, que chegou a dizer: "Aos membros e amigos do Ministério Apascentar de Nova Iguaçu", apesar das tensões da época.

## Lançamento e recepção
| Críticas profissionais | Críticas profissionais |
| Avaliações da crítica  | Avaliações da crítica  |
| Fonte                  | Avaliação              |
| ---------------------- | ---------------------- |
| Super Gospel           | [ 19 ]                 |
| O Propagador           | [ 20 ]                 |
| Casa Gospel            | (favorável)            |

Desde seu lançamento de forma independente, com uma tiragem inicial de cinquenta mil cópias, o disco apresentou uma alta vendagem no mercado cristão. As poucas lojas que continham a obra vendiam seus estoques facilmente. Segundo Davi Sacer, não demorou para que a canção "Marca da Promessa" fosse a mais executada na maior parte das rádios cristãs do Brasil.
Por vender 150 mil cópias em dois meses, a banda foi convidada a participar do Programa Raul Gil em edição exibida no dia 29 de setembro de 2007 pela Rede Bandeirantes. Nele, a banda recebeu um disco de platina através da Alpha Mídia. Mas por se tratar de um trabalho independente, não recebeu certificação emitida pela ABPD. Segundo algumas fontes, Marca da Promessa vendeu meio milhão de cópias no Brasil em um ano.
Marca da Promessa recebeu três análises da crítica especializada. Uma foi do Super Gospel, por meio de Roberto Azevedo. O crítico se posicionou favorável à obra em si, entretanto destacou que o repertório poderia conter mais canções. Roberto ainda elogiou os arranjos das canções e suas respectivas letras. Sobre a faixa-título, o crítico disse que possui as mesmas características das que fizeram o Toque no Altar ser conhecido no país. Entre a versão principal, conduzida por Davi Sacer e a bônus por Luiz Arcanjo, Roberto preferiu a última. O portal Casa Gospel, através de Alex Eduardo também se posicionou favoravelmente ao disco, afirmando que Arcanjo e Sacer apresentam um trabalho bem produzido. Da mesma forma posiciona-se O Propagador, comparando-o ao êxito alcançado por Olha pra Mim.
As canções do disco, no geral receberam grande aceitação do público cristão, que as levaram para as igrejas e suas reuniões. Assim, o disco recebeu êxito e firmou como a obra mais bem sucedida em vendas lançada pelo Trazendo a Arca. Luiz Arcanjo, anos depois, disse que o álbum "foi um marco na nossa história".
Em 2016, Marca da Promessa foi eleito pelo Super Gospel como o 60º melhor disco da década de 2000, sob o argumento de que "estabelecidos em um território pop, o Trazendo a Arca leva ao máximo seu entrosamento musical, sob os criativos arranjos de Ronald Fonseca.".

### Ao Vivo no Maracanãzinho
24 de maio de 2008 foi a data de gravação do primeiro DVD do Trazendo a Arca, intitulado Ao Vivo no Maracanãzinho. O repertório conteve as músicas dos álbuns Olha pra Mim e Marca da Promessa. As canções escolhidas para a gravação foram todas, exceto "Muda-me", que foi colocada como clipe nos extras. A entrada para participar do evento foi de um quilo de alimento não perecível, e os mais de dez mil quilos arrecadados foram enviados para municípios carentes da região do Vale do Jequitinhonha, no norte de Minas Gerais. Iniciou-se às 20:45, uma hora e quarenta e cinco minutos depois do horário previsto, em que os integrantes do grupo, os instrumentistas e os backs apareceram no palco, que era grande, o que possibilitava uma movimentação tranquila. Após passar várias horas, o evento se encerrou com uma oração de Davi Sacer junto com sua família e a dos outros integrantes. A gravação também envolveu polêmicas com a suderj, a administradora do local, que não autorizou o início do evento no horário previsto devido às pessoas que estavam do lado de fora com ingressos na mão. Para evitar o transtorno, o grupo tentou convencer a administração para que as pessoas entrassem, pois ainda havia espaço, mas ela ameaçou parar o evento naquele mesmo momento, que já havia se iniciado. No final de tudo, houve pessoas que tinham o ingresso e não puderam assistir a gravação. Após o evento, o grupo ficou conhecido como aquele que fez "o Maracanãzinho tremer".

## Estilo musical
O gênero predominante presente no álbum é o congregacional e a música cristã contemporânea. Na obra, Luiz Arcanjo e Davi Sacer dividiram os vocais, sendo que o primeiro interpretou quatro canções e o último cinco. Verônica atuou nos vocais de apoio e em dueto ao lado de Davi e Luiz na quinta e sexta música. Ao contrário das apresentações ao vivo, onde Arcanjo tocava o violão foi Isaac Ramos que atuou com o instrumento e a guitarra. Ronald Fonseca tocava piano, teclado e ainda atuou como produtor musical e arranjador. Deco Rodrigues tocou baixo e André Mattos bateria.
Todas as composições da obra foram dos membros do Trazendo a Arca, onde apenas André Mattos, Verônica Sacer e Isaac Ramos não atuaram como compositores. Entretanto, Davi Sacer e Luiz Arcanjo escreveram quase todas as canções, algumas em parceria com Deco Rodrigues e Ronald Fonseca.
A faixa que abra o disco, "Celebre" possui influências diretas do pop rock, o mesmo encontrado em Olha pra Mim, unindo o som da guitarra com metais arranjados por Zé Canuto. Diferentemente da anterior, "Na Corte do Egito" une solos de guitarra com um arranjo de cordas, que faz a canção ter influências pop rock. Sua letra fala em santidade, e seu refrão é de fácil aprendizado, como ocorre na maior parte das músicas da banda.
"Não Vou Desistir" é a primeira dentre as canções mais lentas do repertório. Uma balada conduzida por violão, possui alguns toques de piano e guitarra, além do arranjo de cordas que se faz presente. A faixa-título, "Marca da Promessa" foi escrita um ano antes do lançamento do disco. Segundo Davi Sacer, os membros da banda não estavam passando por momentos de dificuldade ou luta, e ele prefere escrever canções nesses momentos, onde pode evitar desabafos que podem empobrecê-las. "Desperta-me" e "Sobre as Águas" contam com o contralto de Verônica Sacer em dueto. A primeira contém metais, a segunda cordas. "Dizem" possui um arranjo leve, destacando que Deus não vê o homem como ele vê. "Muda-me" possui um arranjo denso com as cordas, e frisa a necessidade de ser mudado. Terminando a obra, há a segunda versão de "Marca da Promessa", interpretada por Luiz Arcanjo e com características do pop rock.

## Legado
Marca da Promessa foi um dos álbuns mais importantes da carreira do Trazendo a Arca. Deco Rodrigues, em uma ocasião, chegou a colocá-lo como um dos seus trabalhos favoritos. O repertório do álbum também é um dos mais regravados da banda. Em carreira solo, Davi Sacer gravou "Marca da Promessa" e "Sobre as Águas" no projeto ao vivo No Caminho do Milagre (2011), e revisitou "Celebre" no disco 15 Anos (2019). O Trazendo a Arca, por sua vez, versionou "Marca da Promessa", "Sobre as Águas" e "Desperta-me" em língua castelhana para o álbum Español, de 2014. Na reunião da formação original do Trazendo a Arca ocorrida em 2020 que gerou o álbum O Encontro, foram tocadas "Celebre", "Não Vou Desistir", "Marca da Promessa" e "Sobre as Águas".

## Faixas
| N.º            | Título                            | Compositor(es)                           | Vocais                        | Duração |  |
| 1.             | "Celebre"                         | Davi Sacer Deco Rodrigues Ronald Fonseca | Davi Sacer                    | 4:12    |  |
| 2.             | "Na Corte do Egito"               | Luiz Arcanjo Rodrigues                   | Luiz Arcanjo                  | 4:39    |  |
| 3.             | "Não Vou Desistir"                | Sacer Arcanjo                            | Davi Sacer                    | 6:24    |  |
| 4.             | "Marca da Promessa"               | Sacer Arcanjo Rodrigues Fonseca          | Davi Sacer                    | 5:14    |  |
| 5.             | "Desperta-me"                     | Sacer Arcanjo Rodrigues                  | Luiz Arcanjo e Verônica Sacer | 5:38    |  |
| 6.             | "Sobre as Águas"                  | Sacer Arcanjo Fonseca                    | Davi Sacer e Verônica Sacer   | 5:47    |  |
| 7.             | "Dizem"                           | Fonseca Rodrigues Arcanjo                | Luiz Arcanjo                  | 7:36    |  |
| 8.             | "Muda-me"                         | Sacer Arcanjo Rodrigues Fonseca          | Davi Sacer                    | 4:51    |  |
| 9.             | "Marca da Promessa" (Bônus-Track) | Sacer Arcanjo Rodrigues Fonseca          | Luiz Arcanjo                  | 4:40    |  |
| Duração total: | Duração total:                    | Duração total:                           | Duração total:                | 49:04   |  |

## Prêmios

### Troféu Talento
O álbum fez com que o Trazendo a Arca fosse o destaque do Troféu Talento de 2008. Em todas as categorias que o álbum concorria, foram vencidas pelo grupo.
| Categoria                           | Resultado |
| ----------------------------------- | --------- |
| Álbum Adoração e Louvor             | Venceu    |
| Álbum do ano                        | Venceu    |
| Álbum independente                  | Venceu    |
| Música do Ano ("Marca da Promessa") | Venceu    |

## Marca da Promessa - Play-back
Marca da Promessa - Play-back é um álbum de estúdio do grupo Trazendo a Arca, sendo uma versão em playback instrumental do álbum Marca da Promessa, onde os vocais e as captações ao vivo foram retiradas para que seja usado como um karaokê pelo ouvinte, mas mantendo os vocais de apoio. Na edição, contém todas as faixas do trabalho principal, exceto a versão bônus de "Marca da Promessa", que foi removida da lista, fazendo com que tal versão ficasse com oito faixas.
| Lista de faixas |                     |                                                           |         |  |
| N.º             | Título              | Compositor(es)                                            | Duração |  |
| 1.              | "Celebre"           | Davi Sacer, Deco Rodrigues e Ronald Fonseca               | 4:01    |  |
| 2.              | "Na Corte do Egito" | Luiz Arcanjo e Deco Rodrigues                             | 4:32    |  |
| 3.              | "Não Vou Desistir"  | Davi Sacer e Luiz Arcanjo                                 | 6:16    |  |
| 4.              | "Marca da Promessa" | Davi Sacer, Luiz Arcanjo, Deco Rodrigues e Ronald Fonseca | 5:02    |  |
| 5.              | "Desperta-me"       | Davi Sacer, Luiz Arcanjo e Deco Rodrigues                 | 5:35    |  |
| 6.              | "Sobre as Águas"    | Davi Sacer, Luiz Arcanjo e Ronald Fonseca                 | 5:39    |  |
| 7.              | "Dizem"             | Ronald Fonseca, Deco Rodrigues e Luiz Arcanjo             | 7:30    |  |
| 8.              | "Muda-me"           | Davi Sacer, Luiz Arcanjo, Deco Rodrigues e Ronald Fonseca | 4:45    |  |
| Duração total:  | Duração total:      | Duração total:                                            | 43:25   |  |

## Ficha técnica
Lista-se abaixo os profissionais envolvidos na produção de Marca da Promessa, de acordo com o encarte do disco.
Banda
- Davi Sacer – vocal
- Luiz Arcanjo – vocal
- Verônica Sacer – vocal
- Ronald Fonseca – produção musical, arranjos, piano e teclado
- André Mattos – bateria
- Deco Rodrigues – baixo elétrico e baixo acústico
- Isaac Ramos – violão e guitarra

Músicos convidados
- Zé Canuto – arranjo de metais e saxofone
- Jessé Sadoc – trompete
- Aldivas Aires  – trombone
- Josely Ramos – vocal de apoio
- Ton Carfi – coral
- Karine Carfi – coral
- Simone Brown – coral
- Marta Souza – coral
- Bruno Menezes – coral
- Érica Mansen – coral
- Camila Garcia – coral
- Rodolfo Toffolo – violino
- Mateus Ceccato – violoncelo
- Cecília Mendes – viola
- Dhyan Toffolo – viola
- Carlos Mendes – violino
- Erasmo Fernandes – violino
- Ricardo Amado – violino

Equipe técnica
- Ronald Fonseca – mixagem
- Áureo Marquezini – técnico de gravação e mixagem
- Samuel Jr. – técnico de gravação
- Toney Fontes – masterização

Projeto gráfico
- Alex Mendes – fotografias
- David Cerqueira – design